# Janice Pendarvis
Janice Pendarvis est une chanteuse, compositrice et actrice de doublage américaine. Elle a travaillé comme choriste pour plusieurs chanteurs de rock, dont Sting et David Bowie.

## Biographie
Janice Gadsden naît et grandit dans le Queens à New York. Elle adopte le nom, qu'elle conserve après son divorce, de son mari Leon Pendarvis, un claviériste et compositeur.
De 1985 à 2001 elle a été choriste sur plusieurs albums de Sting, dont son premier, The Dream of the Blue Turtles et pour la tournée qui a suivi. On l'entend, en alternance avec Dolette McDonald sur l'album live et le film Bring on the night. Elle apparaît dans le clip vidéo If You Love Somebody (Set Them Free).
Janice Pendarvis a aussi accompagné David Bowie, Steely Dan, Peter Tosh, Brandy, The O'Jays, Philip Glass (notamment Lightning sur l'album Songs from Liquid Days), Jimmy Cliff, Laurie Anderson et les Rolling Stones .
Elle a siégé aux conseils nationaux de la Screen Actors Guild (SAG) et de la Fédération américaine des artistes de la télévision et de la radio (AFTRA). Elle a également siégé au conseil des gouverneurs du chapitre de New York de l'Académie nationale des arts et sciences de l'enregistrement (NARAS).
Elle enseigne le chant au Berklee College of Music de Boston depuis 2007,. Elle apparaît dans le film documentaire 20 Feet from Stardom (2013), réalisé par Morgan Neville.

## Discographie
- 1974 : Feel Like Makin 'Love de Roberta Flack
- 1977 : Jungle Girl / It Ain't Easy - Single de Tamara Dobson
- 1978 : Evolution (The Most Recent) de Taj Mahal
- 1979 : City Connection de Terumasa Hino
- 1981 : Holding Out My Love To You de Max Romeo
- 1985 : The Dream of the Blue Turtles de Sting
- 1986 : Dirty Work des Rolling Stones
- 1986 : Bring On the Night de Sting
- 1986 : Magnetic Love de Steps Ahead
- 1986 : Songs from Liquid Days (en) de Philip Glass
- 1986 : Home of the Brave (bande originale) de Laurie Anderson
- 1987 :  ... Nothing Like the Sun de Sting
- 1990 : Terumasa Hino de Terumasa Hino
- 2001 : ... All This Time de Sting
- 2008 : I Don't Want to Go to School de The Naked Brothers Band - Bande originale du film du même nom.
- 2013 : The Next Day de David Bowie

## Filmographie
- 1978 : The Wiz de Sidney Lumet : une chanteuse
- 1985 - 1986 : American Masters de Susan Lacy - Série télé : elle-même
- 1986 : Bring On the Night de Michael Apted : elle-même
- 1986 : Home of the Brave: A Film by Laurie Anderson : elle-même
- 1990 : Green Card de Peter Weir - Chanteur
- 1997-2014: Behind the Music de Gay Rosenthal - Série télé : elle-même
- 2001 : Sting. . . All This Time de Jim Gable : elle-même
- 2004 - 2017 : The Apprentice de Mark Burnett - Série télé : elle-même
- 2013 : Twenty Feet from Stardom de Morgan Neville : elle-même
- 2019 : The White House Sprites - Série télé : Bea-X